# 재즈먼

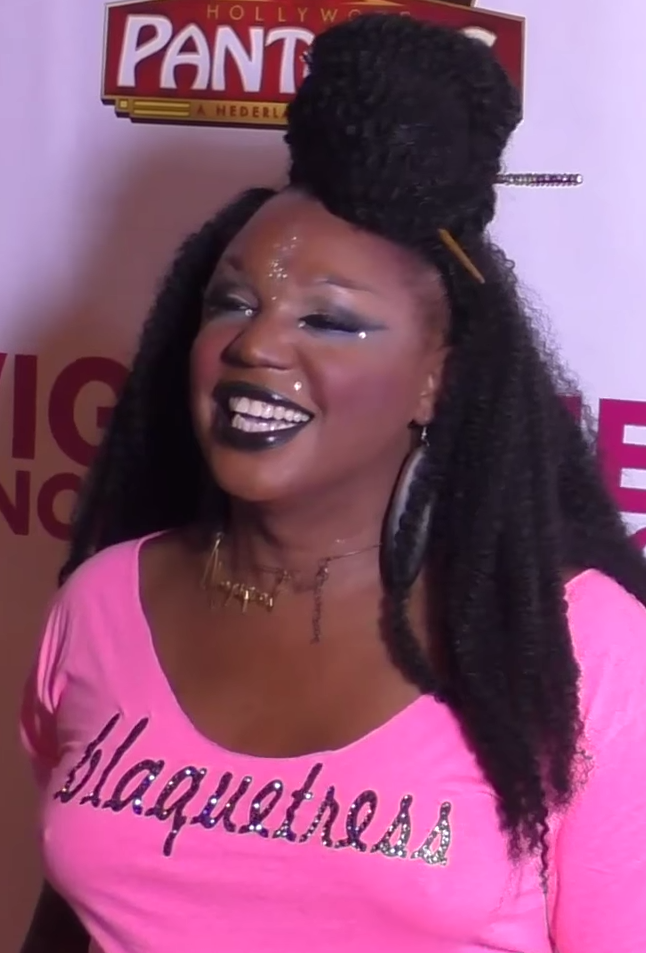

재즈먼(Jazzmun, 1969년 2월 10일 ~ )은 미국의 배우, 텔레비전 배우, 영화배우, 성소수자 인권 운동가이다.
샌디에이고에서 태어났다.

## 영화
- 미스 노바디 (2010년)
- 퍼프, 퍼프, 패스 (2006년)
- 리스트커터스 - 러브 스토리 (2006년)
- 40살까지 못해본 남자 (2005년)
- 헬벤트 (2004년)
- 펑크스 (2000년)
- 블래스트 (1999년)
- 로프 드레프트 (1997년)